# Grajdanski (Krasnodar)
|  | Per a altres significats, vegeu «Grajdanski (Adiguèsia)». |

Grajdanski - Гражданский (rus) és un possiólok del krai de Krasnodar, a Rússia. Es troba a les planes del Kuban-Priazov, a la vora del Ribnàia, tributari del Beisujok Dret. És a 28 km al nord-est de Vísselki i a 107 km al nord-est de Krasnodar.
Pertany al possiólok de Gazir.